# Ngày Star Wars
Ngày Star Wars là một ngày kỷ niệm không chính thức được tổ chức hàng năm vào ngày 4 tháng 5 để kỷ niệm thương hiệu truyền thông Chiến tranh giữa các vì sao, tạo ra bởi nhà sáng lập, cựu chủ tịch kiêm Giám đốc điều hành của Lucasfilm, George Lucas. Việc tổ chức ngày này đã lan truyền nhanh chóng thông qua các phương tiện truyền thông và những lễ kỷ niệm trong thường dân kể từ khi thương hiệu bắt đầu năm 1977.
Ngày tháng kỷ niệm xuất phát từ cụm từ chơi chữ "May the Fourth be with you", một biến thể của câu khẩu hiệu (catchphrase) nổi tiếng gắn liền với Star Wars "May the Force be with you" (tạm dịch: Hy vọng Thần lực luôn ở bên bạn), tương đương với chúc may mắn trong vũ trụ Star Wars. Mặc dù ngày kỷ niệm này không được lập ra hay công bố bởi Lucasfilm, nhiều người hâm mộ Star Wars từ khắp nơi trên thế giới đã chọn ngày này để tổ chức. Kể từ đó nó cũng đã được ủng hộ và phổ biến hơn nữa bởi Lucasfilm và công ty mẹ Disney với tư cách là một ngày lễ kỷ niệm thường niên của Star Wars.

## Lịch sử

Một logo hoạt ảnh của người hâm mộ dành cho Ngày Star Wars

Kiểu chơi chữ của ngày này lần đầu tiên được sử dụng vào ngày 4 tháng 5 năm 1979, ngày Margaret Thatcher nhậm chức Thủ tướng Vương quốc Anh. Đảng của bà, Đảng Bảo thủ Anh, đã đặt một quảng cáo chúc mừng trên tờ báo London Evening News nói rằng: "May the Fourth Be with You, Maggie. Congratulations."
Trong một tập phim năm 1988 của show hoạt hình Count Duckula, với tựa đề "The Vampire Strikes Back", một siêu anh hùng không gian, Tremendous Terrance, hỏi Duckula ngày tháng hôm nay và được trả lời, "May the Fourth". Khi Terrance rời đi, anh ta nói với mọi người phía dưới, "May the Fourth Be with You."
Câu nói này đã được sử dụng trong một cuộc tranh luận quốc phòng của Quốc hội Vương quốc Anh vào ngày 4 tháng 5 năm 1994.
Nhà vật lý thiên văn và tác giả Jeanne Cavelos đã sử dụng câu nói ở trang 94 của cuốn sách năm 1999 của bà The Science of Star Wars.
Năm 2008, những nhóm Facebook đầu tiên đã xuất hiện, kỷ niệm Ngày Luke Skywalker, với cũng câu nói đó.
Năm 2011, kỷ niệm có tổ chức đầu tiên của Ngày Star Wars đã diễn ra ở Toronto, Ontario, Canada tại rạp chiếu phim Toronto Underground Cinema. Được sản xuất bởi Sean Ward và Alice Quinn, những hoạt động ăn mừng bao gồm một game show đố vui về bộ ba phim gốc; một cuộc thi trang phục với giám khảo người nổi tiếng; và các đoạn phim kỷ niệm, mash-up, phim nhại, và remix trên màn ảnh lớn. Dịp kỷ niệm lần thường niên thứ hai đã diễn ra vào thứ Sáu, ngày 4 tháng 5 năm 2012.
Những người hâm mộ (thậm chí gồm cả quan chức chính phủ, chẳng hạn Boris Johnson) đã kỷ niệm Ngày Star Wars với rất nhiều cách trên mạng xã hội và trên truyền hình.
Các đội tuyển bóng chày Minor League, chẳng hạn Toledo Mud Hens và Durham Bulls đã mặc những đồng phục đặc biệt độc đáo như là một phần để quảng bá Ngày Star Wars.
Vào Ngày Star Wars năm 2015, các phi hành gia trên Trạm vũ trụ Quốc tế (ISS) đã xem Star Wars.
Cũng trong năm 2015, dàn chuông hòa âm bên trong Peace Tower trên đồi Parliament Hill ở Ottawa, Canada đã chơi bản nhạc nền nổi tiếng "The Imperial March" của Star Wars, trong số những giai điệu về không gian vũ trụ khác.

## Kỷ niệm chính thức
Kể từ năm 2013, Công ty Walt Disney đã công nhận và tổ chức chính thức ngày kỷ niệm với nhiều hoạt động sự kiện và lễ hội Star Wars tại Disneyland và Walt Disney World. Trước đó Disney đã mua lại Lucasfilm, gồm cả các quyền đối với Star Wars, vào cuối năm 2012.
Tập cuối cùng của sê-ri hoạt hình The Clone Wars đã được ra mắt trên Disney+ vào ngày 4 tháng 5 năm 2020. Star Wars: Skywalker trỗi dậy, cũng như sê-ri phim tài liệu Disney Gallery: The Mandalorian, cũng đã ra mắt trên Disney+ cùng ngày đó. Sê-ri hoạt hình Star Wars: The Bad Batch cũng đã được công chiếu lần đầu trên Disney+ vào Ngày Star Wars năm 2021.

## Các ngày khác

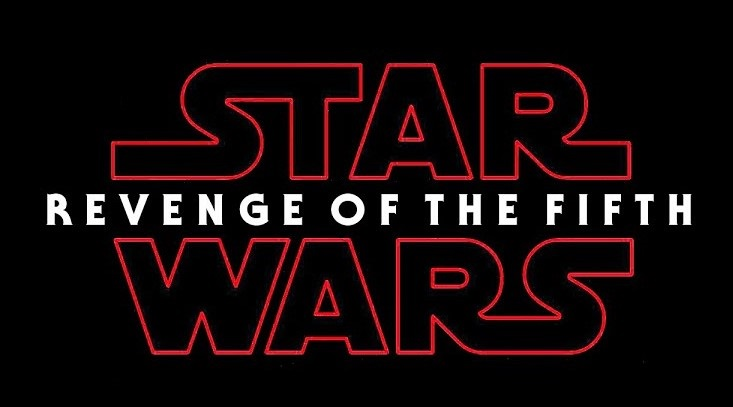
Logo của Ngày Star Wars thay thế vào ngày 5 tháng 5

### Revenge of the Fifth/Sixth
Một số người hâm mộ cũng ghi nhận ngày sau đó, ngày 5 tháng 5, là ngày "Revenge of the Fifth", một cách chơi chữ của tên bộ phim Star Wars: Episode III – Revenge of the Sith và để kỷ niệm các Chúa tể Sith và những nhân vật phản diện khác từ loạt phim Star Wars thay vì các Jedi. Một số người lại chọn  vào ngày sau đó nữa, vào ngày 6, coi rằng "Revenge of the Sixth" là một cách chơi chữ hay hơn của từ "Sith", trong khi một số người khác cho rằng sixth là "Return of the 6th" và là cách chơi chữ của tên phim Return of the Jedi và gắn liền với bộ ba phần gốc của các phim Star Wars.

### 20 tháng 5
Để kỷ niệm ngày công chiếu của bộ phim Star Wars: Đế chế phản công tại Anh, ngày 20 tháng 5 được chọn là "Ngày Đế chế". Trong sê-ri hoạt hình Star Wars Rebels, "Ngày Đế chế" là một ngày lễ chính của Đế chế Thiên hà (Galactic Empire).

### 25 tháng 5
Để tôn vinh kỷ niệm 30 năm ngày công chiếu của bộ phim Star Wars đầu tiên vào ngày 25 tháng 5 năm 1977, Hội đồng Thành phố Los Angeles đã công bố ngày 25 tháng 5 năm 2007 là Ngày Star Wars. Ngày tự hào Geek cũng được tổ chức vào cùng ngày và đều cùng có liên hệ đến loạt tác phẩm The Hitchhiker's Guide to the Galaxy (Towel Day). Bộ phim Solo: Star Wars ngoại truyện cũng đã được công chiếu vào ngày 25 tháng 5 năm 2018, kỷ niệm 41 năm ngày ra mắt bộ phim Star Wars đầu tiên.